# اندوان
اندوان، محله ای از توابع بخش مرکزی شهرستان خمینی شهر در استان اصفهان ایران است.

## جمعیت
این روستا در دهستان قهاب شمالی قرار دارد و براساس سرشماری مرکز آمار ایران در سال ۱۳۸۵، جمعیت آن ۴۰۰۰نفر (۷۰۰خانوار) بوده‌است.